# Mehmet Dinçer
Mehmet Dinçer (20 febbraio 1933) è un ex calciatore turco, di ruolo centrocampista.